# Flower 4 Seasons
Flower 4 Seasons è il sesto EP del gruppo femminile sudcoreano Dia. È stato pubblicato il 10 giugno 2020 da MBK Entertainment. L'EP contiene sei tracce, tra cui il singolo "Hug U".
I membri delle Dia Ahn Somyi e Jung Chaeyeon non hanno partecipato all'album per motivi personali.

## Classifiche
| Classifica (2020) | Posizione massima |
| ----------------- | ----------------- |
| Corea del Sud     | 17                |